# Paepalanthus albidus
Paepalanthus albidus är en gräsväxtart som beskrevs av George Gardner. Paepalanthus albidus ingår i släktet Paepalanthus och familjen Eriocaulaceae. Inga underarter finns listade i Catalogue of Life.